# 布賴特峰 (布拉滕)
46°25′8.2″N 7°53′38.2″E / 46.418944°N 7.893944°E

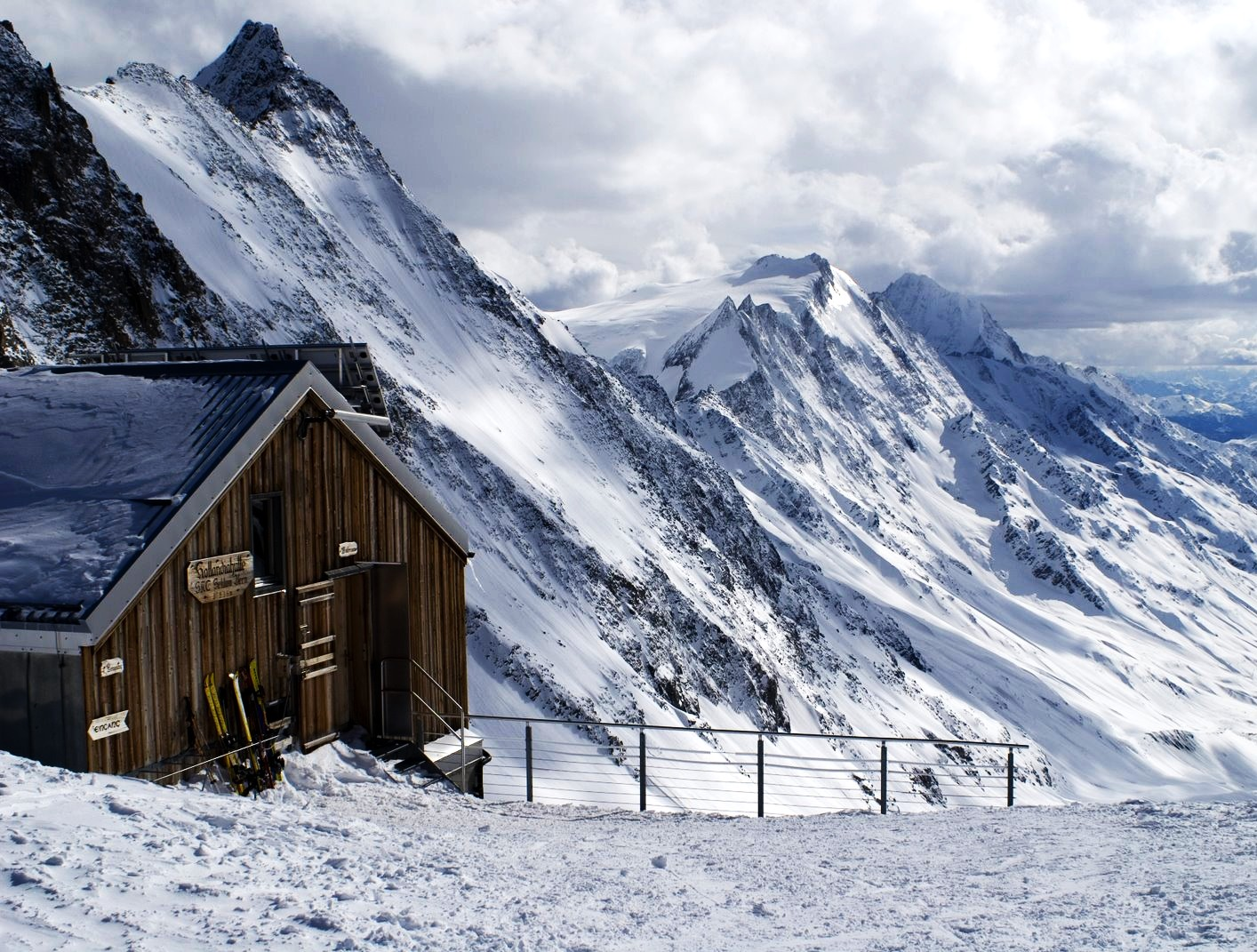

布賴特峰（德語：Breithorn）是瑞士瓦萊州的山峰，位於該國南部，屬於伯尔尼山的一部分，處於布拉滕以東，海拔高度3,785米，人類在1869年首次登頂。

## 外部連結
- Lötschental Breithorn on Hikr（页面存档备份，存于）